# جعفر إكسبريس
جعفر إكسبريس (بالأردية: جعفر ایکسپریس) هو قطار ركاب يعمل يوميًا بواسطة السكك الحديدية الباكستانية بين كويتا وبيشاور. تستغرق الرحلة حوالي 34 ساعة و10 دقائق لتغطية مسافة منشورة تبلغ 1632 كيلومترًا (1014 ميلًا)، وتسافر على طول امتداد خط سكة حديد روهري-تشامان وخط سكة حديد كراتشي-بيشاور.

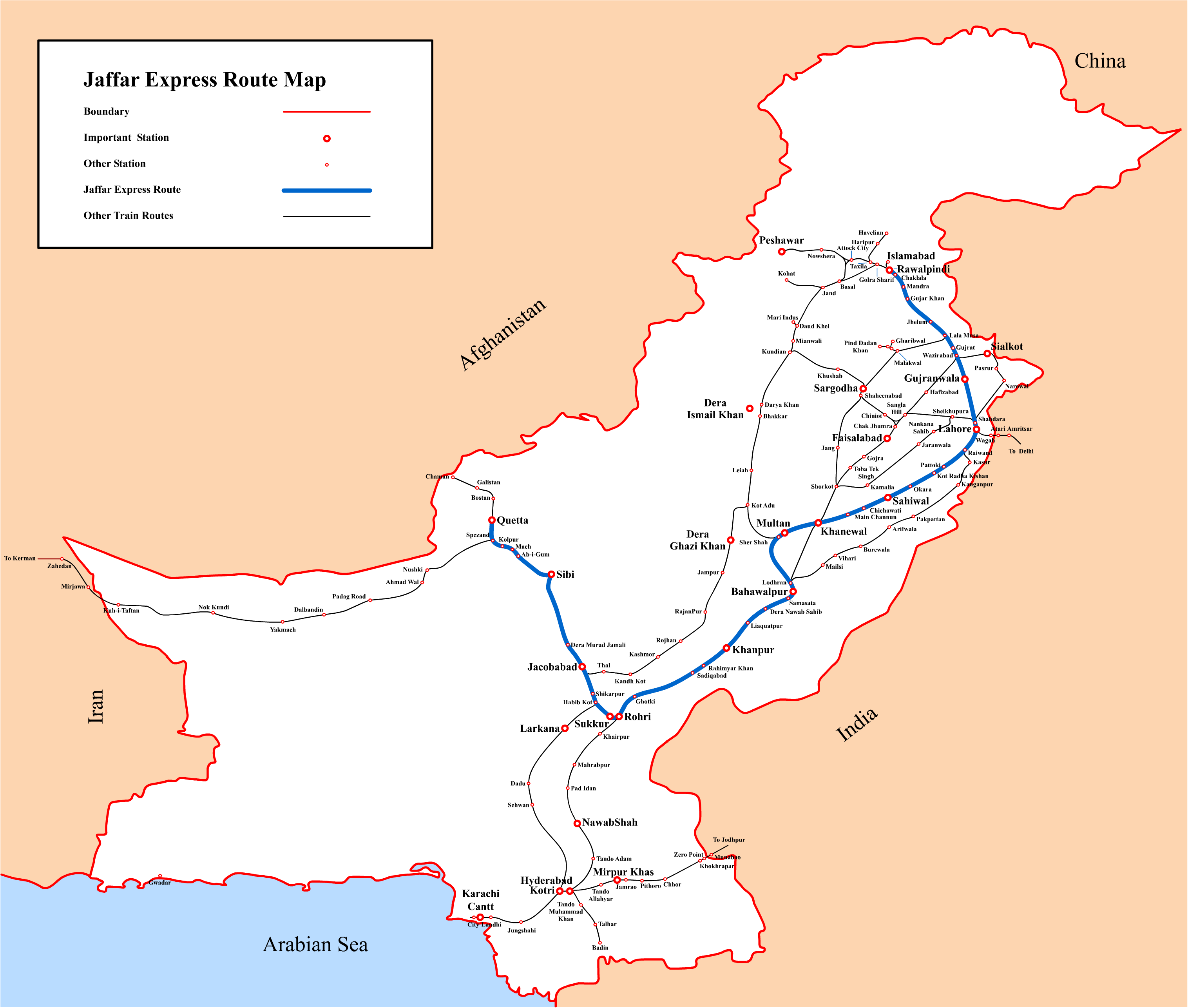

## التاريخ
سُمي جعفر إكسبريس على اسم مير جعفر خان جمالي، الذي كان زعيمًا قبليًا بلوشيًا بارزًا وعضوًا نشطًا في حركة باكستان وصديقًا مقربًا لمحمد علي جناح. وكان عم رئيس الوزراء السابق مير ظفر الله خان جمالي. افتتح رئيس الوزراء مير ظفر الله خان جمالي القطار في 16 أبريل 2003 بمجارف صينية. كان جعفر إكسبريس الأصلي يسير بين كويتا وراولبندي. في أبريل 2017، تم تمديد القطار إلى بيشاور.
في الحادي عشر من مارس 2025، اختطف مسلحو جيش تحرير بلوشستان القطار واحتجزوا 450 شخصًا كرهائن بما في ذلك مدنيون وأفراد أمن. أطلق مقاتلو الحرية البلوشية التابعون لجيش تحرير بلوشستان لاحقًا سراح جميع الرهائن المدنيين، بينما ظل أكثر من 180 من أفراد الجيش الباكستاني وشبه العسكريين رهن الاحتجاز لديهم.